# Europastraße 502
Die Europastraße 502 (E 502) ist eine etwa 86 Kilometer lange Europastraße des Zwischennetzes, die in Frankreich die Städte Le Mans und Tours verbindet.

## Verlauf
Die Straße, die die südliche Fortsetzung der Europastraße 402 bildet, verläuft von Norden nach Süden; sie beginnt nordöstlich von Le Mans, wo sie von der Autoroute A11 (Europastraße 50) abzweigt, und verläuft dann auf der Trasse der Autoroute A28 in südsüdöstlicher Richtung an Château-du-Loir vorbei, bis sie nordöstlich von Tours auf die Autoroute A10 (Europastraße 5 und Europastraße 60) trifft und an dieser endet.